# Georges Leygues
Georges Leygues (Villeneuve-sur-Lot, 26 de octubre de 1857 - Saint-Cloud, 2 de septiembre de 1933) fue un político y estadista francés. Dirigió el ministerio de la Marina durante la Primera Guerra Mundial siendo el responsable de la recuperación de la flota de guerra francesa. Fue nombrado primer ministro del gobierno de la III República de 1920 a 1921, conservando la cartera de Marina hasta su muerte repentina en 1933. Varios buques de guerra franceses llevan su nombre.
| Predecesor: Alexandre Millerand | Primer ministro de Francia 1920–1921 | Sucesor: Aristide Briand |